# Chrysotil
Chrysotil, auch als Faserserpentinit, Pikrosmin oder Weißasbest bezeichnet, ist ein häufig vorkommendes Mineral aus der Gruppe der Serpentine innerhalb der Mineralklasse der „Silikate und Germanate“. Strukturell gehört Chrysotil zu den Schichtsilikaten mit der chemischen Zusammensetzung Mg3Si2O5(OH)4, wobei zwischen zwei kristallographischen Orientierungen bzw. Kristallsystemen der einzelnen Schichten unterschieden werden kann (Polytypie):
- Klinochrysotil ist monoklin ausgerichtet
- Orthochrysotil und Parachrysotil sind orthorhombisch ausgerichtet, unterscheiden sich jedoch in ihren Gitterparametern.

Die komplexe Kristallstruktur führt beim Chrysotil dazu, dass sich die Schichten zylindrisch einrollen und lange, feine und innen hohle Fasern bilden. Diese verwachsen zu filz- oder mattenartigen Aggregaten und sind allgemein unter der Sammelbezeichnung Asbest bekannt. Die Farbe von Chrysotil variiert meist zwischen Hell- und Dunkelgrün, kommt aber auch in hellgelben bis grau- oder braungelben Farbtönen vor.
Chrysotil ist neben Lizardit und Antigorit Bestandteil des Gesteins Serpentinit.

## Etymologie und Geschichte

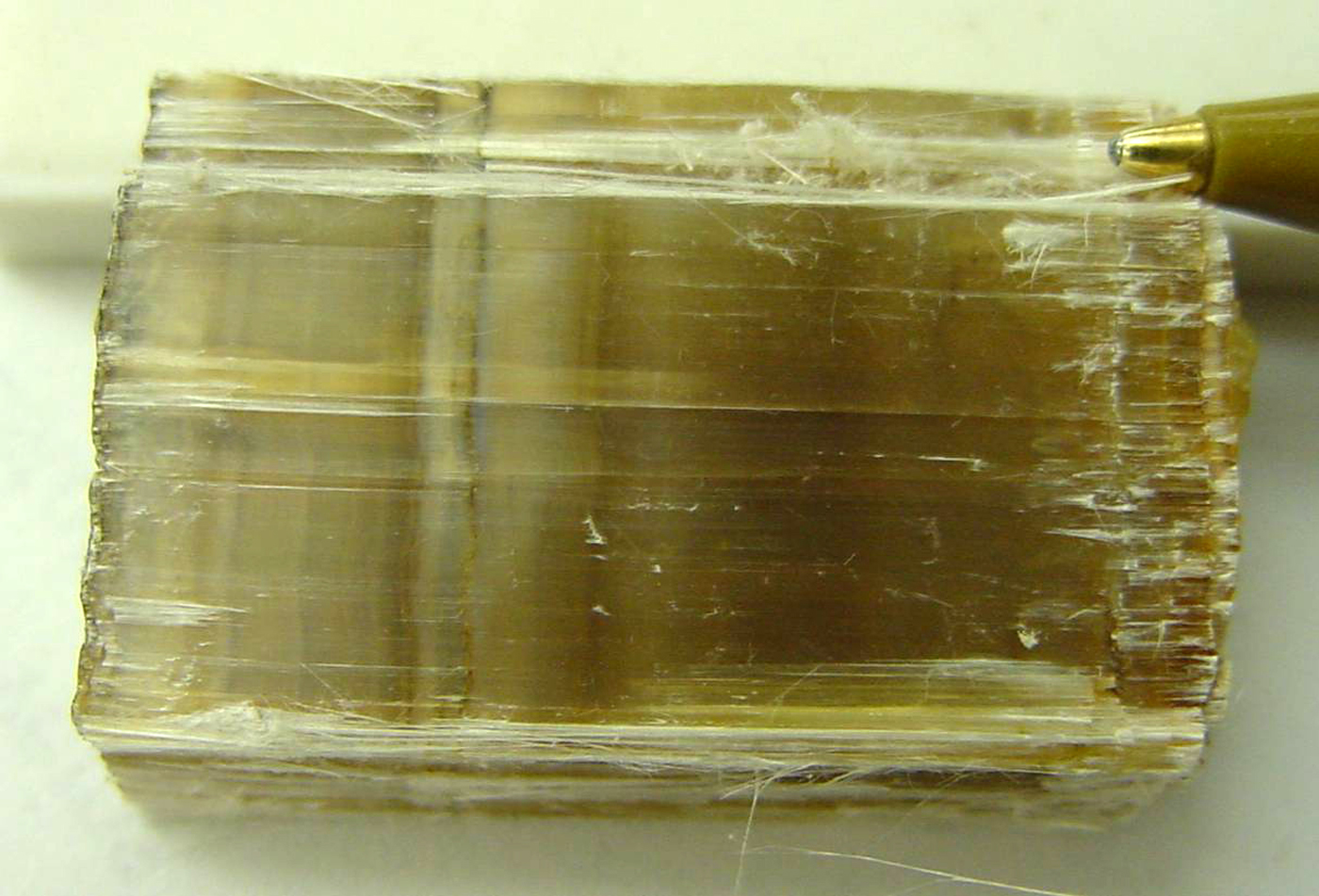
Goldglänzender Chrysotil

Erstmals entdeckt wurde Chrysotil nahe Złoty Stok (Reichenstein) in der preußischen Provinz Schlesien (heute polnische Woiwodschaft Niederschlesien)  und beschrieben 1834 durch Franz von Kobell, der das Mineral in Anlehnung an den goldenen Glanz mancher Proben nach den griechischen Worten χρυσός chrysós, deutsch ‚Gold‘ und τίλος tilos, deutsch ‚Faser‘, zusammengesetzt also ‚Goldfaser’ benannte.
Die Asbeste (altgriechisch: ἄσβεστος asbestos, deutsch ‚unvergänglich‘ bzw. ‚unverbrennlich‘), zu denen auch der Chrysotil gehört, und ihre Eigenschaft, auch bei großer Hitze im Feuer nicht zu verbrennen, waren allerdings bereits im antiken Griechenland bekannt.

## Klassifikation
In der veralteten 8. Auflage der Mineralsystematik nach Strunz gehörte Chrysotil zur Abteilung der „Schichtsilikate (Phyllosilikate)“, wo er zusammen mit Amesit, Antigorit, Berthierin, Cronstedtit, Greenalith, Grovesit (diskreditiert als Varietät von Pennantit), Karyopilit, Lizardit, Népouit die „Serpentin-Reihe (trioktaedrisch)“ mit der System-Nr. VIII/E.10b innerhalb der „Kaolinit-Antigorit-Gruppe“ (VIII/E.10) bildete.
Im zuletzt 2018 überarbeiteten und aktualisierten Lapis-Mineralienverzeichnis nach Stefan Weiß, das sich aus Rücksicht auf private Sammler und institutionelle Sammlungen noch nach dieser alten Form der Systematik von Karl Hugo Strunz richtet, erhielt das Mineral die System- und Mineral-Nr. VIII/H.27-30. In der „Lapis-Systematik“ entspricht dies ebenfalls der Abteilung „Schichtsilikate“, wo Chrysotil zusammen mit Amesit, Antigorit, Berthierin, Brindleyit, Carlosturanit, Cronstedtit, Dozyit, Fraipontit, Greenalith, Guidottiit, Karpinskit, Karyopilit, Kellyit, Lizardit, Népouit und Pecorait die „Serpentingruppe“ (VIII/H.27) bildet.
Die seit 2001 gültige und von der International Mineralogical Association (IMA) zuletzt 2009 aktualisierte 9. Auflage der Strunz’schen Mineralsystematik ordnet den Chrysotil ebenfalls in die Abteilung der „Schichtsilikate“ ein. Diese ist allerdings weiter unterteilt nach der Art der Schichtbildung, so dass das Mineral entsprechend seinem Aufbau in der Unterabteilung „Schichtsilikate (Phyllosilikate) mit Kaolinitschichten, zusammengesetzt aus tetraedrischen oder oktaedrischen Netzen“ zu finden ist, wo er ebenfalls in der „Serpentingruppe“ mit der System-Nr. 9.ED.15 und den weiteren Mitgliedern Amesit, Antigorit, Berthierin, Brindleyit, Cronstedtit, Fraipontit, Greenalith, Karyopilit, Kellyit, Lizardit, Manandonit, Népouit und Pecorait zu finden ist.
Auch die vorwiegend im englischen Sprachraum gebräuchliche Systematik der Minerale nach Dana ordnet den Chrysotil in die Abteilung der „Schichtsilikatminerale“ ein. Hier ist die „Serpentingruppe“ allerdings in mehrere Untergruppen aufgeteilt und Chrysotil ist Namensgeber der „Chrysotil-Untergruppe“ mit der System-Nr. 71.01.02d innerhalb der Unterabteilung „Schichtsilikate: Schichten von sechsgliedrigen Ringen mit 1:1-Lagen“.

## Bildung und Fundorte

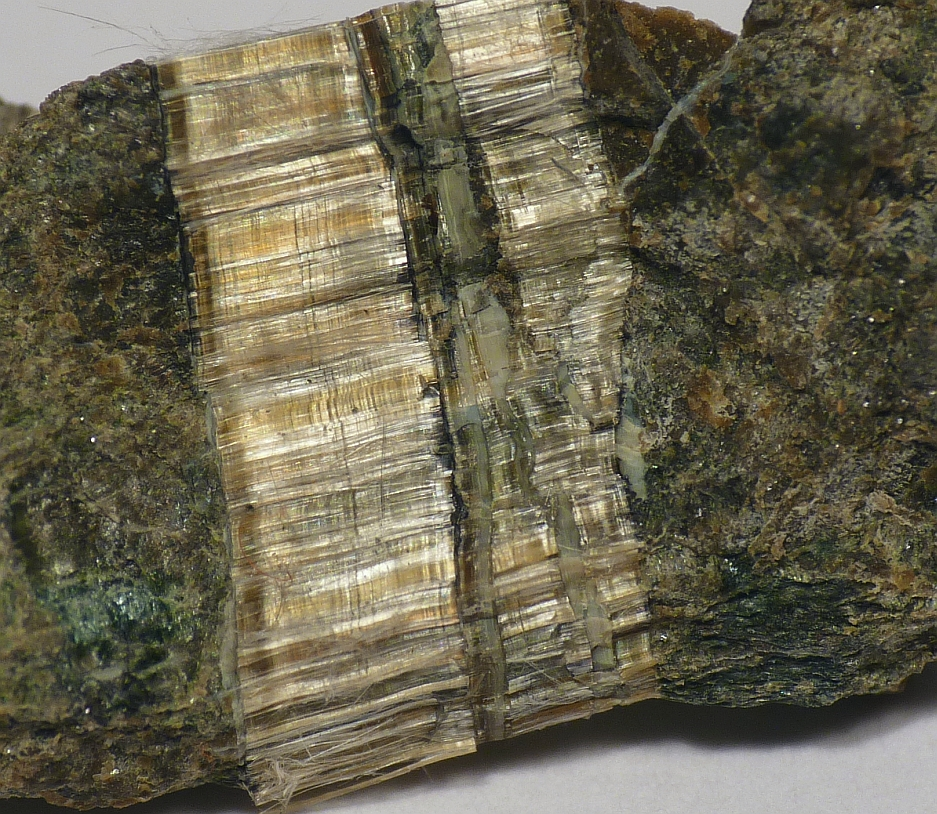
Goldbrauner Chrysotil aus dem Tagebau Callenberg Nord (Nr. 2), Sachsen, Deutschland (Sichtfeld: 4 cm)

Wie alle Serpentine entsteht auch Chrysotil sekundär bei der Umwandlung magnesiumreicher Orthopyroxene oder Olivine in Peridotiten. Als Begleitminerale treten unter anderem Lizardit und Korund auf.
Weltweit gelten bisher (Stand: 2012) rund 900 Fundorte als bekannt. Neben seiner Typlokalität Złoty Stok konnte Chrysotil in Polen noch bei Nasławice, Sobótka, Rędziny und an mehreren Stellen nahe Ząbkowice Śląskie (Frankenstein) in Niederschlesien sowie in der Umgebung von Dębnik und Dubie nahe Krzeszowice im Powiat Krakowski (Woiwodschaft Kleinpolen) gefunden werden.
In Deutschland ist Chrysotil bisher vor allem in Bayern gefunden worden, so unter anderem in der sogenannten Münchberger Masse, aber auch am Großen Teichelberg, am Zeilberg. Des Weiteren trat Chrysotil noch an einigen Stellen im Schwarzwald (Baden-Württemberg), Odenwald (Hessen), am Backenberg und bei Bad Harzburg in Niedersachsen, in der Grube Kuhlenberg (Nordrhein-Westfalen) sowie an einigen Stellen in Sachsen (z. B. Breitenbrunn und Freiberg im Erzgebirge) auf.
Auch in Gesteinsproben vom Mittelatlantischen Rücken (Hydrothermalfeld „Logatchev-1“ und „Markov-Tiefe“, Sierra-Leone-Bruchzone) und aus dem Marianengraben im westlichen Pazifischen Ozean konnte Chrysotil nachgewiesen werden.

### Bekannte Fördergebiete

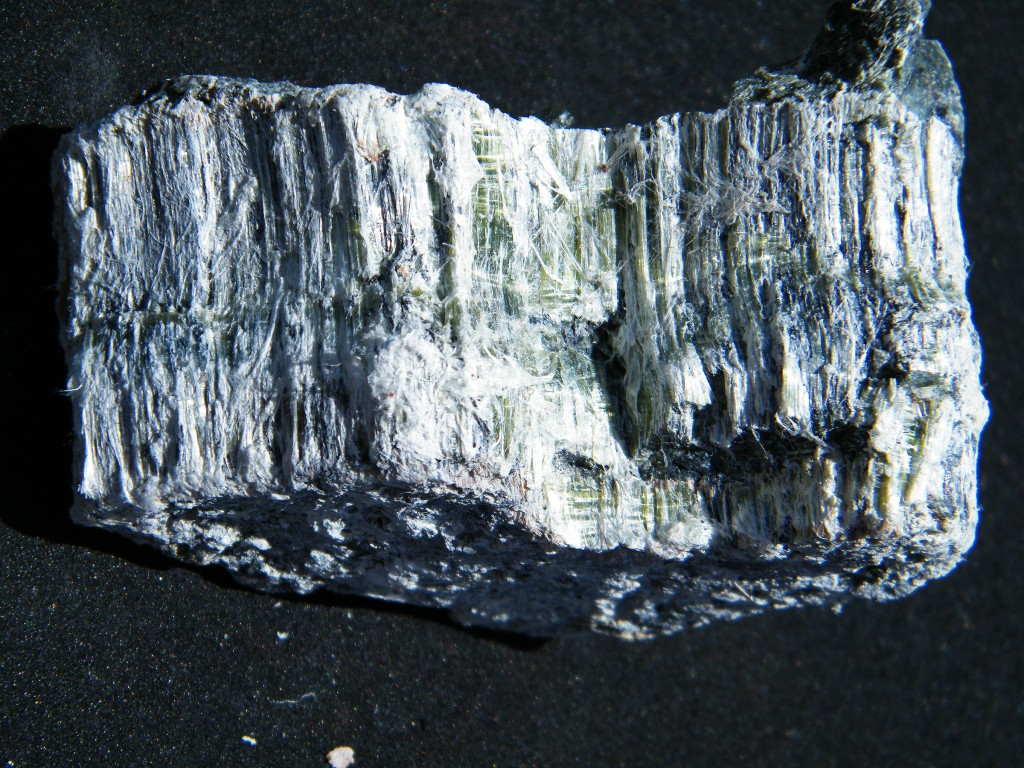
Bläulichgrüner Chrysotil aus der „Bell Mine“ (Thetford Mines), Les Appalaches, Québec, Kanada (Größe: 4″ × 2″ × 2″; entspricht 10,16 × 5,06 × 5,06 cm)

Eine sehr bedeutende Lagerstätte in Russland liegt bei Ak-Dowurak in Sibirien, wo eine der größten Asbestminen der Welt im Tagebau betrieben wurde. Auch im Ural liegen viele wichtige Chrysotilasbestlagerstätten wie die Stadt Asbest, die nach ihrer gleichnamigen Industrie benannt wurde.
Ein weiteres wichtiges Abbaugebiet war die kanadische Provinz Québec. Da Asbest in Kanada selbst nicht mehr eingesetzt werden durfte, wurden jährlich 200.000 Tonnen in Entwicklungsländer wie Indien, Indonesien oder Thailand exportiert. Diese Praxis wurde von Lobbyisten der Asbestindustrie wie Clement Godbout, Leiter des „Weißasbest-Instituts“ in Montreal, unterstützt. Der Abgeordnete Pat Martin von der sozialdemokratischen Parlamentsfraktion kämpfte gegen einen generellen Förderstopp in Kanada. Kritiker der Exportpraxis stellten fest, dass in den Ländern, in die exportiert wurde, die Voraussetzungen für einen sicheren Umgang mit der Substanz nicht gegeben sind. Im Jahr 2012 legte Kanada dann seine Asbestminen endgültig still.
Im südlichen Afrika waren unter anderem Baberton in Südafrika, die Havelock-Asbest-Mine im Distrikt Hhohho in Eswatini und Zvishavane (ehemals Shabani) in Simbabwe bedeutende Produzenten von Chrysotilasbest.

### Synthetische Herstellung
Chrysotil lässt sich aus einem Gemisch von (Poly)-Kieselsäure und Magnesiumoxid in Wasser bei 300 °C und 90–160 bar Druck herstellen.

## Kristallstruktur

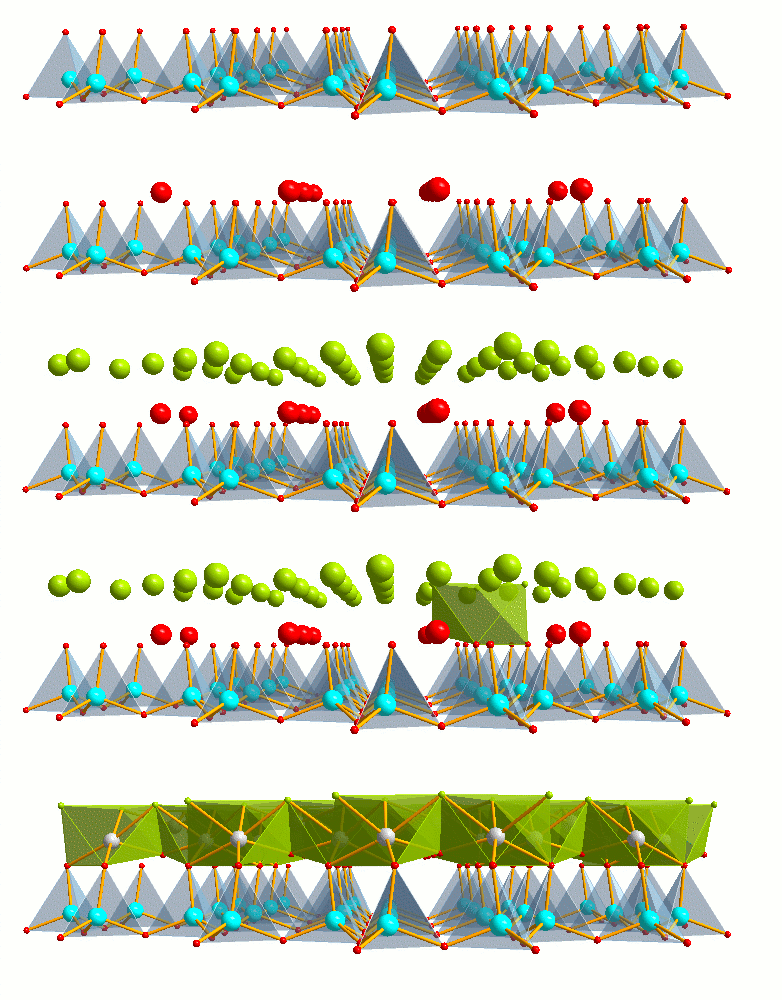
Struktur und chemischer Aufbau von Chrysotil

Chrysotil besteht aus Siliciumdioxid-Tetraedern, welche eckenverknüpft eine Ebene aufspannen. Die Sechsecklücken werden in der ersten Schicht mit Hydroxidionen (rot) besetzt, gefolgt von einer zweiten Schicht Hydroxidionen (grün), welche einen oktaedrischen Raum aufspannen. In diesen oktaedrischen Raum können verschiedene Kationen eingelagert werden, was zu der Vielzahl der Serpentinasbeste führt. Im Fall von Chrysotil ist es Magnesium.
| Name                                           | Klinochrysotil                              | Orthochrysotil                    | Parachrysotil                     |
| ---------------------------------------------- | ------------------------------------------- | --------------------------------- | --------------------------------- |
| Kristallsystem                                 | monoklin                                    | orthorhombisch                    | orthorhombisch                    |
| Kristallklasse                                 | 2/m                                         | mm2                               | nicht definiert                   |
| Raumgruppe                                     | C2/m (Nr. 12)                               | Ccm21 (Nr. 36, Stellung 2)        | nicht definiert                   |
| Gitterkonstanten der Elementarzelle            | a = 5,34 Å b = 9,25 Å c = 14,65 Å β = 93,3° | a = 5,34 Å b = 9,20 Å c = 14,63 Å | a = 5,30 Å b = 9,24 Å c = 14,70 Å |
| Zahl der Formeleinheiten in der Elementarzelle | 2                                           | 2                                 | 2                                 |

## Verwendung

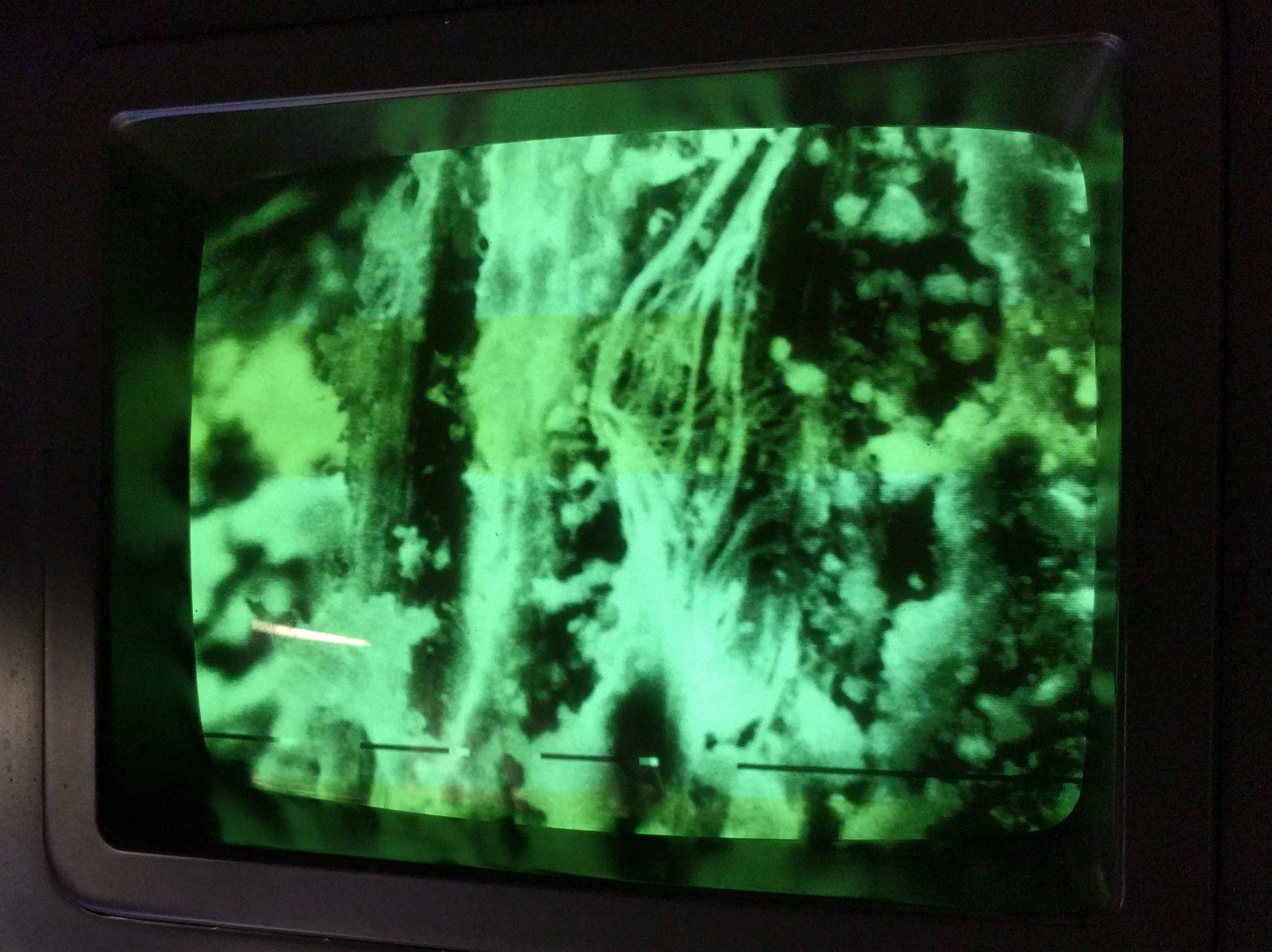
Bei Raumluftanalyse identifiziertes Büschel Weißasbestfaser, 5000-fach vergrößert mit Rasterelektronenmikroskop

Chrysotil wurde für hitzebeständige Materialien, wie hitzebeständige Kleidung, Elektroisolierungen, Dichtungen und Seile verwendet. Weiterhin wurde es für Dachplatten (Eternit-Platten) benutzt. Auf Grund der Gefahren durch Asbest (Asbestose durch Einatmen von Asbest-Stäuben) wird es heute selten verwendet.
Als Asbestmineral gehört Chrysotil (CAS-Nummern 12001-29-5 und 132207-32-0) zu den gefährlichen Stoffen, deren Herstellung, Inverkehrbringen oder Verwendung in der EU nach Anhang XVII der REACH-Verordnung beschränkt beziehungsweise verboten ist.